# Gro Hammerseng-Edin
Gro Hammerseng-Edin (født 10. april 1980 i Gjøvik) er en tidligere norsk håndboldspiller, der sidst spillede for Larvik HK og tidligere spillede for det norske landshold. Hun afsluttede sin aktive karriere i sommeren 2017.
Hun debuterede på det norske landshold som 20-årig den 29. november 2000 mod Polen. Som kaptajn for Norges kvindelandshold i håndbold førte hun holdet til to på hinanden følgende sejre i kvindernes europæiske håndboldmesterskab i 2004 og 2006, hvor hun blev valgt som turneringens mest værdifulde spiller begge gange. Da hun stoppede på landsholdet i 2010, havde hun spillet 167 kampe for Norges landshold og scoret 631 mål. 
Hammerseng spillede i Gjøvik og Vardal HK, fra hun startede med at spille håndhold som 10-årig, indtil hun i sommeren 2003 skrev kontrakt for den danske håndboldklub Ikast-Bording. I sit første år for klubben fik var hun med til at sikre en 3. plads i ligaen og at blive vicepokalmestre. Derudover vandt Ikast-Bording i det samme år EHFs Cup Winners' Cup. I 2005 blev hun valgt som den bedste playmaker i den danske liga. Hun spillede syv sæsoner i Ikast, indtil hun i 2010 skiftede til Larvik.
Gro Hammerseng har en bror, Lars Hammerseng, som spiller ishockey for Lillehammer Ishockeyklub.

## Meritter

### Landshold resultater
- 1997 – Sølv i Junior-EM
- 1998 – 9. plads i U-EM
- 1999 – 7. plads i U-VM

- 2000 – 6. plads i EM 2000.
- 2001 – Sølv i VM 2001.
- 2002 – Sølv i EM 2002.
- 2003 – 6. plads i VM 2003.
- 2004 – Guld i EM 2004. All-Star Team: Bedste Playmaker, Kåret til EMs Bedste Spiller (MVP).
- 2006 – Guld i EM 2006. All-Star Team: Bedste Playmaker, Kåret til EMs Bedste Spiller (MVP).
- 2007 – Sølv i VM 2007. All-Star Team: Bedste Venstre Back.
- 2008 – Guld i OL 2008.
- 2010 – Guld i EM 2010. All-Star Team: Bedste Playmaker.

### Klubhold resultater medFC Midtjylland Håndboldi Danmark
Den Danske Eliteserien (DM)
- Sølv: 2007/08
- Bronze: 2003/04

Pokal Cup
- Sølv: 2003, 2004

### Klubhold resultater medFC Midtjylland Håndboldi Europa
Cup Winner Cup
- Guld: 2004

EHF-Cupen
- Sølv: 2007

### Klubhold resultater medLarvik HKi Norge
Pokal Cup
- Guld: 2010, 2011, 2012, 2013, 2014, 2015, 2016

Den Norske Eliteserien
- Guld: 2010/11, 2011/12, 2012/13, 2013/14, 2014/15, 2015/16, 2016/17

Sluttspillet
- Guld: 2010/11, 2011/12, 2012/13, 2013/14, 2014/15, 2015/16, 2016/17

EHF Champions League
- Guld: 2010/11
- Sølv: 2012/13, 2014/15

### Klubhold resultater medLarvik HKi Europa
Champions League
- Guld: 2010/11

### Personlige udmærkelser
- 2004: All-Star teamplads: Bedste playmaker og MVP (EM 2004)
- 2005: All-Star teamplads: Bedste playmaker i den danske liga (2004/05)
- 2006: All-Star teamplads: Bedste playmaker og MVP (EM 2006)
- 2007: Kåret til årets holdspiller og årets forbillede på den Norske Sportsgalla
- 2007: All-Star teamplads: Bedste venstre back (VM 2007)
- 2008: Kåret til Verdens bedste spiller af IHF i 2007
- 2009: Kåret til årets 'Ikast spiller' af Ikast fan club (2008/09)
- 2010: All-Star teamplads: Bedste playmaker (EM 2010)
- 2011: Kåret til årets holdspiller på den Norske Sportsgalla